# 국제고등학교
국제고등학교(國際高等學校, 약칭: 국제고(國際高))는 대한민국의 특수목적 고등학교의 한 형태이다. 국제화, 정보화 시대를 선도할 국제전문 인재 양성을 위해 설립되었다. 자기주도학습전형으로 학생을 선발하며, 정원의 20%는 사회적 배려 대상자를 선발해야한다.

## 역사
1998년 부산국제고등학교부터 시작되었으며 그 후 청심국제고등학교, 서울국제고등학교, 인천국제고등학교, 동탄국제고등학교와 고양국제고등학교가 개교하였다. 2013학년도에 세종국제고등학교가 개교하였다. 2021학년도에 대구국제고등학교가 개교하였다

## 같이 보기
- 국제 중학교
- 외국어고등학교